# 小石栄一
小石 栄一（こいし えいいち、1904年9月7日 - 1982年10月21日）は、日本の映画監督、脚本家、映画プロデューサーである。後年、作詞も手がけた。

## 人物・来歴
1904年（明治37年）9月7日、福岡県鞍手郡に生まれる。
東京に移り、1922年（大正11年）、南アメリカへ行く志をもって旧制・拓殖大学に入学するが、志望が果たせなかったために2年次に中途退学する。関東大震災後に関西に移り、1924年（大正13年）、東亜キネマ甲陽撮影所に入社する。同社では、俳優として端役で出演、脚本見習いの修行をした。1926年（大正15年）4月に衣笠貞之助が設立した衣笠映画聯盟に参加、第1作『狂つた一頁』のチーフ助監督を務める。同作は5月一杯には撮り終わり、小石は、マキノ・プロダクション御室撮影所でオリジナル脚本が採用され、高見貞衛が監督して『灰色の街』として映画化、脚本家としてデビューした。
マキノでは、翌1927年（昭和2年）、『灰色の街』の監督・高見貞衛と共同名義で『学生五人男 闘争篇』を監督、同年6月3日に公開され、満22歳で映画監督としてデビューした。高見の次作『敗残者』にオリジナルシナリオを書き下ろした後、監督第2作『闘争曲線』を自らのオリジナルシナリオで演出した。1928年（昭和3年）、監督作『光線を捕へた男』、『女心紅椿』を発表した後、松竹下加茂撮影所に移籍、売出し中の新スター林長二郎を主演に『怪盗沙弥麿』を監督する。
1930年（昭和5年）以降、市川右太衛門プロダクション、片岡千恵蔵プロダクションを渡り歩き、1936年（昭和11年）、新興キネマ東京撮影所（現在の東映東京撮影所）に入社する。翌1937年（昭和12年）、日本軍の下士官として大陸へ出征する。1939年（昭和14年）には同撮影所に復帰する。1942年（昭和17年）、同社が戦時統制により他社と合併して大映となり、同撮影所は閉鎖となり、大映東京撮影所（現在の角川大映撮影所）に移籍する。
第二次世界大戦後も大映東京撮影所に所属したが、1954年（昭和29年）、東映東京撮影所に移籍する。1962年（昭和37年）、『歌う明星 青春がいっぱい』を監督したのを最後に退社、自らのプロダクションを設立した。
1982年（昭和57年）10月21日、死去した。満78歳没。

## おもなフィルモグラフィ
特筆以外はすべて監督である。
- 『狂つた一頁』 : 監督衣笠貞之助、1926年 - 助監督
- 『灰色の街』 : 監督高見貞衛、1926年 - 原作・脚本（脚本デビュー）
- 『学生五人男 闘争篇』 : 共同監督高見貞衛、1927年 - 共同監督（監督デビュー）
- 『敗残者』 : 監督高見貞衛、1927年 - 原作・脚本
- 『闘争曲線』 : 1927年
- 『光線を捕へた男』 : 1928年
- 『女心紅椿』 : 1928年
- 『白野弁十郎』 : 1929年
- 『野狐三次』 : 1930年
- 『挑戦』 : 1930年
- 『十三番目の同志』 : 1931年
- 『若い力』 : 1939年
- 『激流』 : 1940年
- 『八乙女の歌』 : 1942年 - 共同監督 : 古野栄作）
- 『流れる星は生きている』 : 1949年
- 『暴夜物語』 : 1951年
- 『旋風家族』 1959年1月28日
- 『白い通り魔』 1959年5月5日
- 『父と娘』 1959年7月7日
- 『ふたりの休日』 1959年11月10日
- 『べらんめえ芸者』 1959年12月6日
- 『続ずべ公天使　七色の花嫁』 : 1960年
- 『続々べらんめえ芸者』 : 1960年
- 『遥かなる母の顔』 : 1960年
- 『べらんめえ芸者罷り通る』 : 1961年
- 『がめつい奴は損をする』 : 1961年
- 『べっぴんさんに気をつけろ』 : 1961年
- 『カメラ・トップ屋　お嬢さんが狙ってる／お色気無手勝流』 : 1961年
- 『復讐は俺らの歌』 : 1961年
- 『黄門社長漫遊記』 : 1962年
- 『歌う明星 青春がいっぱい』 : 1962年

## おもなディスコグラフィ
すべて作詞である。
- 『母子鶴の歌』、歌唱久保幸江、作曲八洲秀章、1952年
- 『風が吹くたび』、歌唱美空ひばり、作曲米山正夫
- 『続・べらんめえ芸者の歌』、歌唱美空ひばり、作曲米山正夫、1960年
- 『波頭子守歌』、歌唱美空ひばり、作曲米山正夫

## 註
1. 1 2 3 4 5 6 7 8 9 10 11 12 13  『日本映画人名事典 監督篇』、キネマ旬報社、1997年 ISBN 4873762081, p.308-310.
2. 1 2 3 4 5 6 7 8 9 10  小石栄一、日本映画データベース、2010年3月12日閲覧。
3. ↑  作品データベース検索サービス 検索結果、日本音楽著作権協会、2010年3月12日閲覧。